# بنك بيروت
بنك بيروت (بالإنجليزية: Bank of Beirut)‏ (لا ينبغي الخلط بينه وبين بنك بيروت والبلاد العربية) من مصارف لبنان المالية. تأسس عام 1963 باسم شركة البنك العقارية، وفي العام 1970 تم تغيير الاسم إلى بنك بيروت. يملك البنك 66 فرع في لبنان، وقد أدرجت أسهمه ضمن بورصة بيروت للتداول.
سليم صفير هو رئيس مجلس الإدارة والرئيس التنفيذي الحالي.

## روابط خارجية
- الموقع الرسمي لبنك بيروت
- موقع بنك سيدني (تحويلة لبنك بيروت في أستراليا)
- موقع بنك بيروت في سلطنة عمان
- موقع بنك بيروت في المملكة المتحدة
- موقع بنك بيروت في ألمانيا
- موقع بنك بيروت في قبرص